# Ronny Lauke

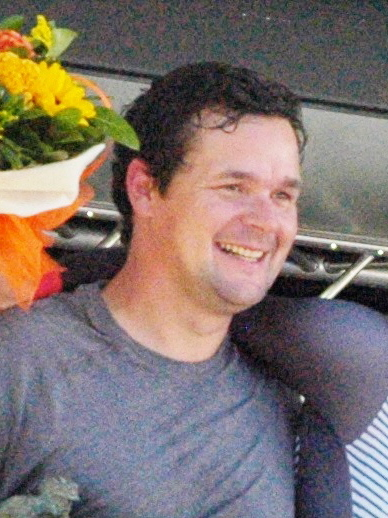
Ronny Lauke, 2013

Ronny Lauke (* 17. September 1976 in Eisenhüttenstadt) ist ein deutscher Sportlicher Leiter im Radsport und ehemaliger Radrennfahrer.
1991 und 1992 wurde Ronny Lauke deutscher Vize-Meister der Jugend im Straßenrennen. 1993 wurde er Junioren-Weltmeister in der Mannschaftsverfolgung, gemeinsam mit Dirk Ronellenfitsch, Thorsten Rund und Holger Roth. Im Jahr darauf belegte er bei Junioren-Bahnweltmeisterschaften Rang zwei in der Mannschaftsverfolgung (mit Heiko Szonn, Lutz Birkenkamp und Michael Werner) sowie Rang drei im Punktefahren.
1997 trat Lauke zu den Profis über, konnte jedoch keine größeren Erfolge erringen. 2004 trat er vom aktiven Radsport zurück. Ab 2008 war er für das Team HTC-Columbia als Sportlicher Leiter tätig, seit 2011 für dessen Frauenteam, dem jetzigen Canyon SRAM Racing. Nachdem der BDR-Trainer Thomas Liese im Mai 2012 erkrankt war, stellte sich Lauke dem Bund Deutscher Radfahrer für die Betreuung der Frauen-Nationalmannschaft bei den Olympischen Spielen in London zur Verfügung.
Ronny Lauke ist der Sohn des Olympiateilnehmers im Radsport Gerhard Lauke.